# Samtgemeinde Rodenberg
La comunità amministrativa di Rodenberg (Samtgemeinde Rodenberg) si trova nel circondario della Schaumburg nella Bassa Sassonia, in Germania.

## Suddivisione
Comprende 6 comuni:
1. Apelern
2. Hülsede
3. Lauenau (comune mercato)
4. Messenkamp
5. Pohle
6. Rodenberg (città)

Il capoluogo è Rodenberg.